# アンダーツリー東京
株式会社アンダーツリー東京は東京都中央区に本社を置くパチンコホール事業を運営する企業である。前身は茨城県日立市で創業した株式会社金馬車（きんばしゃ）である。会社更生のため2015年に株式会社アンダーツリーの子会社となって社名を変更し、2017年に本社を移転した。

## 概要
- 2022年2月現在、東京都で2店舗、千葉県で3店舗、茨城県で16店舗のパチンコ店を運営する[1]。

## 金馬車の概要
- 茨城県を本拠地として、関東地方に20店舗のパチンコ店を展開。
- その内、茨城県内に17店舗があり、茨城最多店舗数を誇る。
- 日立市、常陸太田市、那珂市、ひたちなか市、水戸市、小美玉市、土浦市、龍ケ崎市、稲敷市、つくば市、取手市にあるが、県西地区と鹿行地区にはない。
- 県外では、東京都の新宿区、府中市の2店舗と、千葉県の印西市の1店舗がある。
- 尚、鹿児島県、熊本県にある店舗、及び東茨城郡大洗町の同名店舗は、当社とは無関係である。
- 企業メッセージとして、「8と言えば、キンバシャ」を掲げ、8が付く日に「8祭」というイベントを開催していた。

## 沿革

### 旧社
- 1954年 - 日立市に於いて、遊技業を創業（現 日立銀座店）。
- 1957年 - 資本金200万円にて、株式会社金馬車を設立。
- 1957年 - 茨城県日立市初の本格的西洋レストランとして、レストラン「金馬車」をオープン。
- 1994年 - 「日立銀座店」がパチンコ業界初の商環境デザイン大賞を受賞。
- 1995年 - 阪神淡路大震災において、総額136万円の義援金を寄付。
- 2004年 - 新潟県中越地震災害救援活動を実施。寄付金約800万円の他、各種物資を社員ボランティアが現地に届けた。
- 2011年 - 東日本大震災における被災地復興支援ボランティアを4月より開始。宮城県石巻市、東松島市、亘理町、山元町などの地域で合計44回、延べ人数571名を派遣。
- 2014年8月 - パチンコホール事業を株式会社金馬車（新社）に分割、社名を株式会社大鳥に変更
- 2014年9月 - 水戸地方裁判所から民事再生法の適用認可を受ける[2]
- 2014年10月 - 債権者より会社更生法の適用を申し立てられる[2]
- 2014年12月 - 東京地方裁判所より会社更生法に基づく保全管理命令を受ける[2]
- 2015年1月 - 東京地方裁判所、会社更生法に基づく更正開始を決定[3]

### 新社
- 2014年8月 - 営業開始
- 2014年10月〜2015年1月 - 株式会社大鳥と同じく、民事再生法・会社更生法の対象となる

### 更生計画認可後
- 2015年9月 - アンダーツリー株式会社がスポンサーとなる内容の更生計画が認可される[4]
- 2015年10月 - 株式会社大鳥を存続会社として、株式会社金馬車（新社）、株式会社関東大鳥の3社が合併し、同時に社名を株式会社アンダーツリー東京に変更[5]
- 2017年5月 - 本社を東京都中央区八重洲へ移転[5]